# Terry Jacks
Terrence Ross "Terry" Jacks, född 29 mars 1944 i Winnipeg i Kanada, är en kanadensisk sångare och musiker. Terry Jacks är mest känd för att ha spelat in låten Seasons in the Sun som låg etta i tre veckor på Billboard Hot 100. Han bor för närvarande i Pender Harbour i British Columbia.